# Moncaut
Moncaut település Franciaországban, Lot-et-Garonne megyében. Lakosainak száma 573 fő (2022. január 1.). Moncaut Sainte-Colombe-en-Bruilhois, Laplume, Montagnac-sur-Auvignon és Saumont községekkel határos.

## Népesség
A település népességének változása:
| Lakosok száma | 370  | 382  | 412  | 464  | 605  | 623  | 614  | 594  | 587  | 573  |
|               | 1968 | 1982 | 1990 | 2006 | 2013 | 2015 | 2017 | 2019 | 2020 | 2022 |